# Exsula burmaensis
Exsula burmaensis är en fjärilsart som beskrevs av Embrik Strand 1912. Exsula burmaensis ingår i släktet Exsula och familjen nattflyn. Inga underarter finns listade i Catalogue of Life.